# دينيس تشوركين
دينيس تشوركين هو لاعب كرة قدم روسي في مركز الهجوم، ولد في 30 يوليو 1979. لعب مع نادي أورينبورغ.

## وصلات خارجية
- دينيس تشوركين على موقع قاعدة بيانات كرة القدم.إي يو (الإنجليزية)
- دينيس تشوركين على موقع Soccerway.com (الإنجليزية)